# نیکولاس تیانگایه
نیکولاس تیانگایه (انگلیسی: Nicolas Tiangaye؛ زادهٔ ۱۳ سپتامبر ۱۹۵۶) یک سیاست‌مدار اهل جمهوری آفریقای مرکزی است.